# Elvyonn Bailey
Elvyonn Bailey (* 28. September 1991 in Riverside, Kalifornien) ist ein ehemaliger US-amerikanischer Leichtathlet, der sich auf den Sprint spezialisiert hat. Seinen größten Erfolg feierte er mit dem Gewinn der Goldmedaille in der 4-mal-400-Meter-Staffel bei den Hallenweltmeisterschaften 2016 in Portland.

## Sportliche Laufbahn
Elvyonn Bailey bestritt nur einen internationalen Wettkampf, als er bei den Hallenweltmeisterschaften 2016 in Portland im Vorlauf der 4-mal-400-Meter-Staffel zum Einsatz kam und damit zum Gewinn der Goldmedaille durch die US-Mannschaft beitrug. Im selben Jahr beendete er seine aktive sportliche Karriere.

## Persönliche Bestzeiten
- 200 Meter: 20,64 s (+1,3 m/s), 10. Mai 2014 in San Marcos
- 400 Meter: 45,52 s, 10. Mai 2014 in San Marcos
  - 400 Meter (Halle): 46,22 s, 12. März 2016 in Portland